# Vueling
A Vueling egy spanyol diszkont légitársaság. Fő bázisai a Barcelona-El Prat repülőtér, valamint a római Fiumicino repülőtér. A Vueling több mint 100 desztinációt szolgál ki Európa-, Afrika- és Ázsia-szerte, és jelenleg a második legnagyobb légi fuvarozó Spanyolországban. 2012-ben a légitársaság 14,8 millió utast szállított 77,4%-os töltöttségi szinttel.

## Fordítás
- Ez a szócikk részben vagy egészben  a   Vueling című angol Wikipédia-szócikk ezen változatának fordításán alapul.  Az eredeti cikk szerkesztőit annak laptörténete sorolja fel. Ez a jelzés csupán a megfogalmazás eredetét és a szerzői jogokat jelzi, nem szolgál a cikkben szereplő információk forrásmegjelöléseként.